# Gibson Flying V
Flying V – gitara elektryczna produkowana przez firmę Gibson Guitar Corporation, o charakterystycznym kształcie litery V. Premiera miała miejsce w 1958 roku, w 1959 z uwagi na małe zainteresowanie gitarę wycofano z produkcji. Dopiero później zostały docenione i od 1967 ponownie trafiły do produkcji, trwającej do chwili obecnej.
Gitara ma ciemniejsze brzmienie oraz większy sygnał wyjściowy niż konstrukcje oparte na przetwornikach jednocewkowych, głównie dzięki dwóm humbuckerom. Posiada mostek Tune-o-matic opatentowany przez Gibsona w 1952, oraz strunociąg Stopbar.
Tradycyjny model jest zaopatrzony w przetworniki 500T (mostek) i 496R (gryf) oraz w mostek Tune-o-matic.
Gitary Flying V są wykorzystywane w muzyce takich zespołów jak chociażby Metallica, Buckethead, Acid Drinkers, Edguy, Wishbone Ash, czy wczesne Judas Priest, Scorpions.
Flying V znalazła zastosowanie również w bluesie - grali na niej Jimi Hendrix, oraz jeden z "królów bluesa" - Albert King,  który pieszczotliwie nazywał ją Lucy.